# اندریتز
اندریتز آگ (به آلمانی: Andritz AG) شرکت مهندسی فرایندهای صنعتی اتریشی است، که دفتر مرکزی آن در شهر گراتس قرار دارد. شمار کارکنان این شرکت، بیش از ۲۳٫۰۰۰ نفر می‌باشد، که در ۱۸۰ کارخانه، نیروگاه و واحد تولیدی اندریتز اشتغال دارند. شرکت اندریتز در سال ۱۸۵۲ تأسیس شده‌است.